# Taskberget
Taskberget är ett naturreservat i Hudiksvalls kommun i Hälsingland.

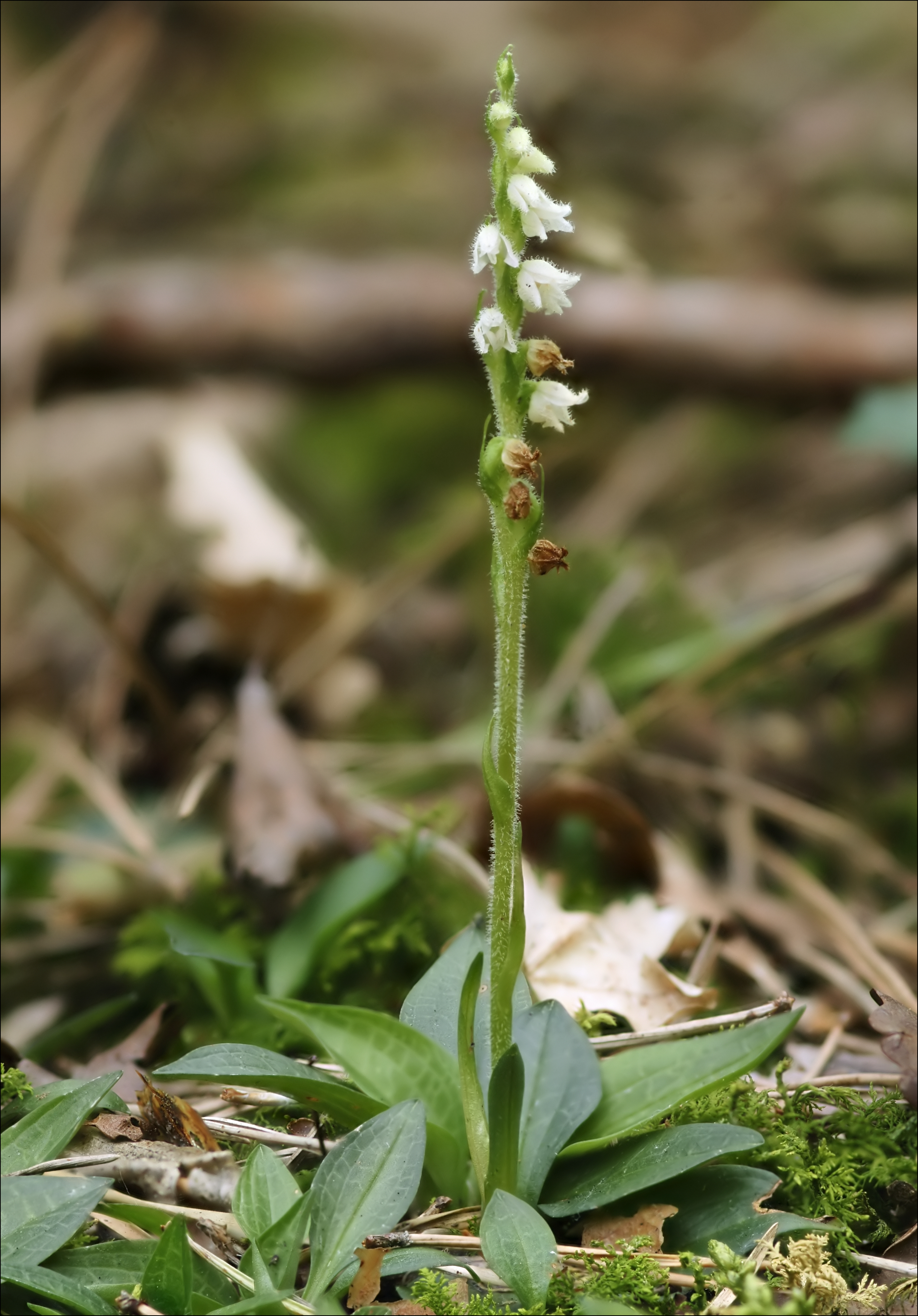
I Taskbergets naturreservat växer orkidéen knärot

Reservatet är 56 hektar stort och beläget nordväst om Iggesund vid Långsjön (norra delen av Storsjön). Det är skyddat sedan 2002 och domineras av granskog och gamla tallar. Skogen har även ett stort inslag av lövskog. Här finns gott om död ved, gamla gärdesgårdar och örtrika marker. Många rödlistade arter förekommer. Bland fågelarter kan nämnas mindre hackspett, gråspett, tretåig hackspett och spillkråka.